# Chloe (Pornodarstellerin)

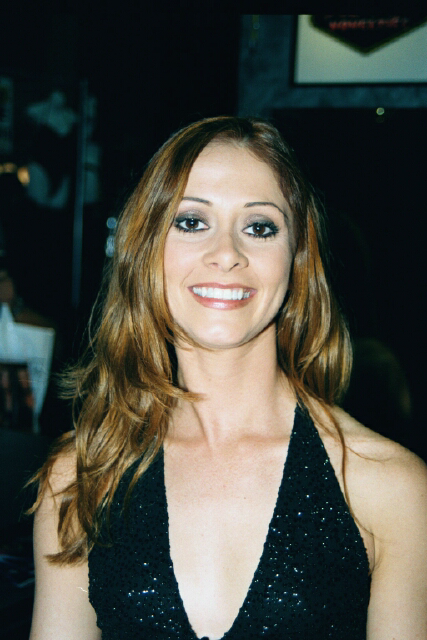
Chloe auf der AVN Adult Entertainment Expo 2002

Chloe (* 14. November 1971 in Thousand Oaks; eigentlich Chloe Hoffman) ist eine ehemalige US-amerikanische Pornodarstellerin, Regisseurin, Produzentin und Schauspielerin. Sie trat auch unter dem Namen Chloe Nichole sowie verschiedenen Varianten davon auf.

## Leben
Chloe ist italienischer und irischer Herkunft. Ihr erster Hardcorefilm war der 1995 gedrehte Slave Girl of Zor. Ihm folgten bisher mehr als 170 Filme. Seit 1999 ist sie als Regisseurin tätig, seit 2000 als Produzentin. Neben ihrer Tätigkeit in der Pornobranche spielte sie auch in seriösen Filmen mit, meist Fernsehproduktionen oder B-Movies. Außerdem hatte Chloe Auftritte in verschiedenen Softcore-Serien im amerikanischen Bezahlfernsehen.
2004 wurde Chloe als einer von 30 bekannten Pornodarstellern vom amerikanischen Fotografen Timothy Greenfield-Sanders in seinem Buch XXX: 30 Porn-Star Portraits und seiner HBO-Dokumentation Thinking XXX porträtiert. Sie wurde mehrfach mit Branchenpreisen der Pornoindustrie ausgezeichnet und 2006 in die AVN Hall of Fame aufgenommen.

## Filmografie
- Room Servicing
- 1990 Looking
- 1991 Waiting
- 1996 Satyr
- 1996 Time Demon
- 1999 The Asian Show
- 2000 Scandal: Body of Love
- 2001 Pleasures of Sin
- 2002 Broad Strokes
- 2009: White Mommas 2

## Auszeichnungen
- 1997: XRCO Award Unsung Siren

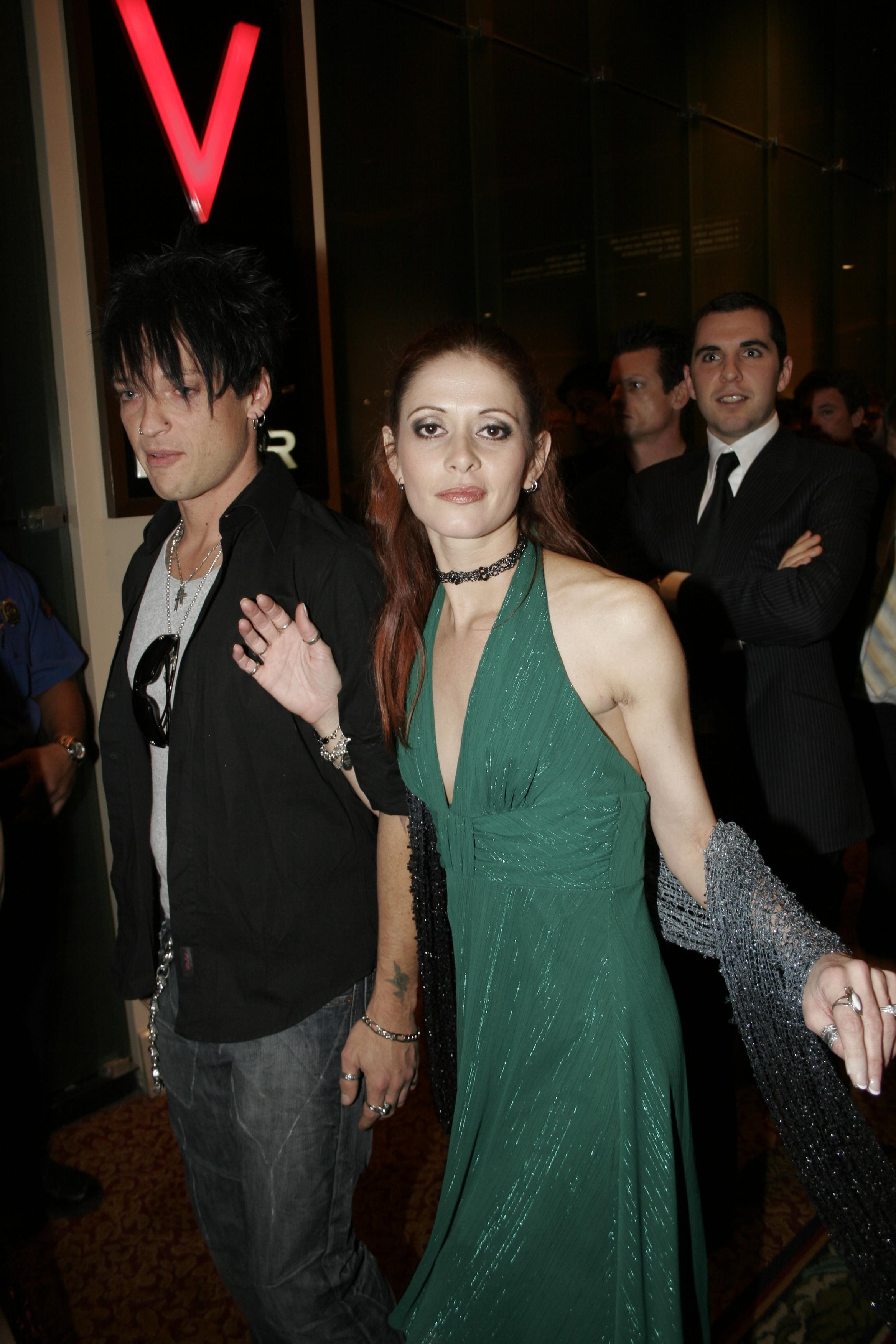
Chloe bei den AVN Awards 2006

- 1997: XRCO Award Best Group Sex Scene
- 1998: XRCO Award Best Girl-Girl Scene
- 1999: XRCO Award Best Girl-Girl Scene
- 1999: AVN Award Female Performer of the Year
- 1999: AVN Award Best Supporting Actress – Film für The Masseuse 3
- 2000: AVN Award Best Actress – Film für Cloe[3]
- 2000: AVN Award Best All-Girl Sex Scene – Video für Tampa Tushy Fest
- 2000: XRCO Award Orgasmic Analist
- 2001: XRCO Award Best Male-Female Sex Scene
- 2001: AVN Award Best Supporting Actress – Film für True Blue
- 2002: AVN Award Best All-Girl Sex Scene – Video für Where The Girls Sweat 5
- 2005: AVN Award Most Outrageous Sex Scene für Misty Beethoven, The Musical
- 2006: Aufnahme in die AVN Hall of Fame[4]
- 2007: Aufnahme in die NightMoves Hall of Fame
- 2008: Aufnahme in die XRCO Hall of Fame

## Belege
1. ↑  Timothy Greenfield-Sanders: XXX: 30 Porno-Stars im Porträt. (Originaltitel: XXX: 30 Porn-Star Portraits.) Heyne Hardcore, München 2004; S. 22–23, 146–147. ISBN 978-3-453-67515-5.
2. ↑  Thinking XXX. Internet Movie Database, abgerufen am 22. Mai 2015 (englisch).
3. ↑  2000 AVN Award Winners Announced. AVN Media Network, 14. Januar 2000, abgerufen am 15. Mai 2023.
4. ↑  2006 AVN Award Winners Announced. AVN Media Network, 9. Januar 2006, abgerufen am 21. Mai 2023.

| Personendaten    | Personendaten                                                |
| ---------------- | ------------------------------------------------------------ |
| NAME             | Chloe                                                        |
| ALTERNATIVNAMEN  | Hoffman, Chloe (wirklicher Name); Nichole, Chloe (Pseudonym) |
| KURZBESCHREIBUNG | US-amerikanische Pornodarstellerin                           |
| GEBURTSDATUM     | 14. November 1971                                            |
| GEBURTSORT       | Thousand Oaks                                                |